# Большая Азакла
Большая Азакла — река России, протекает по территории Зианчуринского района Республики Башкортостан. Устье реки находится в 34 км по правому берегу реки Малая Сурень. Длина реки составляет 12 км.
Пойма реки Малая Сурень в устье реки Азакла признана памятником природы, охраняется 4632 квадратных километров территории.

## Данные водного реестра
По данным государственного водного реестра России относится к Уральскому бассейновому округу, водохозяйственный участок реки — Большой Ик. Речной бассейн реки — Урал (российская часть бассейна).
Код объекта в государственном водном реестре — 12010000612112200006276.